# Macromitrium tortifolium
Macromitrium tortifolium är en bladmossart som beskrevs av Thériot 1912. Macromitrium tortifolium ingår i släktet Macromitrium och familjen Orthotrichaceae. Inga underarter finns listade i Catalogue of Life.